# ماربلهد (ماساچوست)
ماربلهد(به انگلیسی: Marblehead) شهرکی در شهرستان اسکس ایالت ماساچوست می‌باشد که در سال ۱۶۴۹ بنیان‌گذاری شده‌است. این شهرک در سرشماری سال ۲۰۱۰ میلادی، ۱۹٬۸۰۸ نفر جمعیت داشته‌است.